# 안된다고 하지말고 아니라고 하지말고
《안된다고 하지말고 아니라고 하지말고》는 오디션 프로그램인 <슈퍼스타K> 시즌3의 우승팀인 울랄라세션의 리더 임윤택이 자신의 꿈을 향해 달려온 이야기를 담은 에세이다. 어렸을 적부터 써온 십수 권의 일기에 담긴 에피소드를 중심으로 춤, 노래, 패션, 인연, 노력, 생각 총 6장으로 구성되어 있다. 각 장의 말미에는 임윤택과 가장 가까이 생활해 온 사람들, 즉 울랄라세션의 다른 멤버인 박광선, 김명훈, 군조, 박승일과 매니저, 그리고 임윤택의 어머니가 말하는 그의 모습을 별도의 코너로 담아냈다.